# Función completa
En el análisis complejo, una función completa, también llamada función integral o función entera, es una función de valor complejo que es holomórfica en todos los puntos finitos de todo el plano complejo. Ejemplos típicos de funciones completas son los polinomios y la función exponencial, y cualquier suma finita, productos y composiciones de estos, como las funciones trigonométricas seno y coseno y sus contrapartes hiperbólicas sinh y cosh, así como las derivadas e integrales de funciones completas como la función de error. Si una función completa f (z) tiene una raíz en w, entonces f(z)/(z − w), tomando el valor límite en w, es una función completa. Por otro lado, ni el logaritmo natural ni la raíz cuadrada son una función completa, ni pueden continuar analíticamente a una función completa.
Una función completa trascendental es una función completa que no es un polinomio.

## Propiedades
Toda la función f (z) puede representarse como una serie de potencias.
{\displaystyle f(z)=\sum _{n=0}^{\infty }a_{n}z^{n}}
que converge en todas partes en el plano complejo, por lo tanto uniformemente en conjuntos compactos. El radio de convergencia es infinito, lo que implica que
{\displaystyle \lim _{n\to \infty }|a_{n}|^{\frac {1}{n}}=0}
o
{\displaystyle \lim _{n\to \infty }{\frac {\ln |a_{n}|}{n}}=-\infty .}
Cualquier serie de potencias que satisfaga este criterio representará una función completa.
Si (y solo si) los coeficientes de la serie de potencias son reales, la función toma valores reales para los argumentos reales y el valor de la función en el conjugado complejo de z será el conjugado complejo del valor en z. Dichas funciones a veces se llaman auto-conjugadas (la función conjugada, {\displaystyle F^{*}(z)}, dada por  {\displaystyle {\bar {F}}({\bar {z}})).}
Si se conoce la parte real de una función completa en un vecindario de un punto, entonces tanto la parte real como la imaginaria se conocen para todo el plano complejo, hasta una constante imaginaria. Por ejemplo, si la parte real se conoce en una vecindad de cero, entonces podemos encontrar los coeficientes para n> 0 a partir de las siguientes derivadas con respecto a una variable real r:
{\displaystyle {\begin{aligned}\operatorname {Re} a_{n}&={\frac {1}{n!}}{\frac {d^{n}}{dr^{n}}}\operatorname {Re} f(r)&&{\text{en }}r=0\\\operatorname {Im} a_{n}&={\frac {1}{n!}}{\frac {d^{n}}{dr^{n}}}\operatorname {Re} f\left(re^{-{\frac {i\pi }{2n}}}\right)&&{\text{en }}r=0\end{aligned}}}
(Del mismo modo, si la parte imaginaria se conoce en una vecindad, entonces la función se determina hasta una constante real). De hecho, si la parte real se conoce solo en un arco de círculo, entonces la función se determina hasta un imaginario constante. (Por ejemplo, si la parte real se conoce en parte del círculo unitario, entonces se conoce en la totalidad del círculo unitario por extensión analítica, y luego los coeficientes de la serie infinita se determinan a partir de los coeficientes de la serie de Fourier para la parte real en el círculo unitario.) Sin embargo, tenga en cuenta que una función completa no está determinada por su parte real en todas las curvas. En particular, si la parte real se da en cualquier curva en el plano complejo donde la parte real de alguna otra función completa es cero, entonces cualquier múltiplo de esa función se puede agregar a la función que estamos tratando de determinar. Por ejemplo, si la curva donde se conoce la parte real es la línea real, entonces podemos agregar i veces cualquier función de auto-conjugado. Si la curva forma un bucle, entonces está determinada por la parte real de la función en el bucle, ya que las únicas funciones cuya parte real es cero en la curva son aquellas que son iguales a cualquier número imaginario en todas partes.
El teorema de factorización de Weierstrass afirma que cualquier función completa puede ser representada por un producto que involucre sus ceros (o "raíces").
Todas las funciones en el plano complejo forman un dominio integral (de hecho, un dominio de Prüfer). También forman un álgebra asociativa unital conmutativa sobre los números complejos.
El teorema de Liouville establece que cualquier función completa acotada debe ser constante. El teorema de Liouville puede usarse para probar con elegancia el teorema fundamental del álgebra.
Como consecuencia del teorema de Liouville, cualquier función que sea completa en toda la esfera de Riemann (plano complejo y el punto en el infinito) es constante. Por lo tanto, cualquier función completa no constante debe tener una singularidad en el punto complejo en el infinito, ya sea un polo para un polinomio o una singularidad esencial para una función completa trascendental. Específicamente, según el teorema de Casorati-Weierstrass, para cualquier función completa trascendental f y cualquier complejo w hay una secuencia  {\displaystyle (z_{m})_{m\in \mathbb {N} }} tal que
{\displaystyle \lim _{m\to \infty }|z_{m}|=\infty ,\qquad {\text{y}}\qquad \lim _{m\to \infty }f(z_{m})=w.}
El pequeño teorema de Picard es un resultado mucho más sólido: cualquier función completa no constante toma cada número complejo como valor, posiblemente con una sola excepción. Cuando existe una excepción, se le llama valor lacunario de la función. La posibilidad de un valor lacunario se ilustra mediante la función exponencial, que nunca toma el valor 0. Uno puede tomar una rama adecuada del logaritmo de una función completa que nunca llega a 0, de modo que esta también será una función completa (según el teorema de factorización de Weierstrass). El logaritmo afecta a todos los números complejos, excepto posiblemente a un número, lo que implica que la primera función alcanzará cualquier valor distinto de 0 un número infinito de veces. De manera similar, una función completa y no constante que no alcanza un valor en particular afectará a cada otro valor un número infinito de veces.
El teorema de Liouville es un caso especial de la siguiente afirmación:

## Crecimiento
Funciones completas pueden crecer tan rápido como cualquier función en aumento: para cualquier función en aumento g: [0, ∞) → [0, ∞) existe una función completa f tal que f (x)> g (|x|) para todo real X. Tal función f se puede encontrar fácilmente de la forma:
{\displaystyle f(z)=c+\sum _{k=1}^{\infty }\left({\frac {z}{k}}\right)^{n_{k}}}
para una constante c y una secuencia estrictamente creciente de enteros positivos nk. Cualquier secuencia de este tipo define una función completa f (z), y si las potencias se eligen adecuadamente, podemos satisfacer la desigualdad f (x)> g (|x|) para toda la x real. (Por ejemplo, ciertamente se mantiene si uno elige c: = g (2) y, para cualquier entero {\displaystyle k\geq 1,n_{k}:=2\left\lceil k\ln g(k+2)\right\rceil } aunque esto otorga poderes que pueden ser aproximadamente el doble de altos que los necesarios.

## Orden y tipo
El orden (en el infinito) de una función completa {\displaystyle f(z)} se define utilizando el límite superior como:
{\displaystyle \rho =\limsup _{r\to \infty }{\frac {\ln \left(\ln \|f\|_{\infty ,B_{r}}\right)}{\ln r}},}
donde Br es el disco de radio r y {\displaystyle \|f\|_{\infty ,B_{r}}}denota la norma suprema de {\displaystyle f(z)}en Br. El orden es un número real no infinito o infinito (excepto cuando {\displaystyle f(z)=0}para todo z). En otras palabras, el orden de {\displaystyle f(z)}es el infimum de todos m tal que: 
{\displaystyle f(z)=O\left(\exp \left(|z|^{m}\right)\right),\quad {\text{as }}z\to \infty .}
El ejemplo de {\displaystyle f(z)=\exp(2z^{2})}muestra que esto no significa f (z) = O (exp (|z|m)) si {\displaystyle f(z)}es de orden m.  
Si {\displaystyle 0<\rho <\infty ,}también se puede definir el tipo:
{\displaystyle \sigma =\limsup _{r\to \infty }{\frac {\ln \|f\|_{\infty ,B_{r}}}{r^{\rho }}}.}
Si el orden es 1 y el tipo es σ, se dice que la función es "de tipo exponencial σ". Si es de orden inferior a 1, se dice que es de tipo exponencial 0.
Si
{\displaystyle f(z)=\sum _{n=0}^{\infty }a_{n}z^{n},}
entonces el orden y el tipo se pueden encontrar por las fórmulas
{\displaystyle {\begin{aligned}\rho &=\limsup _{n\to \infty }{\frac {n\ln n}{-\ln |a_{n}|}}\\[6pt](e\rho \sigma )^{\frac {1}{\rho }}&=\limsup _{n\to \infty }n^{\frac {1}{\rho }}|a_{n}|^{\frac {1}{n}}\end{aligned}}}
Deje que {\displaystyle f^{(n)}}denote la enésima derivada de f, entonces podemos reformular estas fórmulas en términos de las derivadas en cualquier punto arbitrario z0: 
{\displaystyle {\begin{aligned}\rho &=\limsup _{n\to \infty }{\frac {n\ln n}{n\ln n-\ln |f^{(n)}(z_{0})|}}=\left(1-\limsup _{n\to \infty }{\frac {\ln |f^{(n)}(z_{0})|}{n\ln n}}\right)^{-1}\\[6pt](\rho \sigma )^{\frac {1}{\rho }}&=e^{1-{\frac {1}{\rho }}}\limsup _{n\to \infty }{\frac {|f^{(n)}(z_{0})|^{\frac {1}{n}}}{n^{1-{\frac {1}{\rho }}}}}\end{aligned}}}
El tipo puede ser infinito, como en el caso de la función gamma recíproca, o cero.

### Ejemplos
Aquí hay algunos ejemplos de funciones de varios órdenes:

#### Orden ρ
Para los números positivos arbitrarios ρ y σ se puede construir un ejemplo de una función completa de orden ρ y escribir σ usando:
{\displaystyle f(z)=\sum _{n=1}^{\infty }\left({\frac {e\rho \sigma }{n}}\right)^{\frac {n}{\rho }}z^{n}}

#### Orden 0
- Polinomios no nulos
- {\displaystyle \sum _{n=0}^{\infty }2^{-n^{2}}z^{n}}

#### Orden 1/4
{\displaystyle f({\sqrt[{4}]{z}})}
donde 
{\displaystyle f(u)=\cos(u)+\cosh(u)}

#### Orden 1/3
{\displaystyle f({\sqrt[{3}]{z}})}
donde
{\displaystyle f(u)=e^{u}+e^{\omega u}+e^{\omega ^{2}u}=e^{u}+2e^{-{\frac {u}{2}}}\cos \left({\frac {{\sqrt {3}}u}{2}}\right),\quad {\text{con }}\omega {\text{ una raíz cúbica compleja de 1}}.}

#### Orden 1/2
{\displaystyle \cos \left(a{\sqrt {z}}\right)} con a ≠ 0 (para el que el tipo está dado por σ = |a|)

#### Orden 1
- exp(az) con a ≠ 0 (σ = |a|)
- sin(z)
- cosh(z)
- la función de Bessel J0(z)
- la función gamma recíproca 1/Γ(z) (σ es infinito)
- {\displaystyle \sum _{n=2}^{\infty }{\frac {z^{n}}{(n\ln n)^{n}}}.\quad (\sigma =0)}

#### Orden 3/2
- función de Airy Ai(z)

#### Orden 2
- exp(−az2) con a ≠ 0 (σ = |a|)

#### Orden infinito
- exp(exp(z))

## Género de toda una función
Funciones completas de orden finito tienen la representación canónica de Hadamard:
{\displaystyle f(z)=z^{m}e^{P(z)}\prod _{n=1}^{\infty }\left(1-{\frac {z}{z_{n}}}\right)\exp \left({\frac {z}{z_{n}}}+\cdots +{\frac {1}{p}}\left({\frac {z}{z_{n}}}\right)^{p}\right),}
donde {\displaystyle z_{k}}son las raíces de {\displaystyle f}que no son cero ({\displaystyle z_{k}\neq 0}), {\displaystyle P} un polinomio (cuyo grado llamaremos {\displaystyle q}), y {\displaystyle p} es el número entero no negativo más pequeño, tal que la serie 
{\displaystyle \sum _{n=1}^{\infty }{\frac {1}{|z_{n}|^{p+1}}}}
converge El entero no negativo {\displaystyle g=\max\{p,q\}}se llama el género de toda la función {\displaystyle f}. 
Si el orden ρ no es un entero, entonces {\displaystyle g=\lbrack \rho \rbrack }es la parte entera de {\displaystyle \rho }. Si el orden es un entero positivo, hay dos posibilidades: {\displaystyle g=\rho -1} o {\displaystyle g=\rho }. 
Por ejemplo, {\displaystyle \sin ,\cos }y {\displaystyle \exp }son funciones completas del género 1.

## Otros ejemplos
Según J. E. Littlewood, la función sigma de Weierstrass es una función completa "típica". Esta afirmación puede precisarse en la teoría de funciones completas aleatorias: el comportamiento asintótico de casi todas las funciones completas es similar al de la función sigma. Otros ejemplos incluyen las integrales de Fresnel, la función theta de Jacobi y la función Gamma recíproca. La función exponencial y la función de error son casos especiales de la función Mittag-Leffler. De acuerdo con el teorema fundamental de Paley y Wiener, las transformadas de Fourier de funciones con soporte limitado son funciones completas o de orden 1 y de tipo finito.
Otros ejemplos son soluciones de ecuaciones diferenciales lineales con coeficientes polinomiales. Si el coeficiente en la derivada más alta es constante, entonces todas las soluciones de tales ecuaciones son funciones completas. Por ejemplo, las funciones de función exponencial, seno, coseno, Airy y cilindro parabólico surgen de esta manera. La clase de funciones completas está cerrada con respecto a las composiciones. Esto permite estudiar dinámicas de funciones completas.
Una función completa de la raíz cuadrada de un número complejo es completa si la función original es par, por ejemplo {\displaystyle \cos({\sqrt {z}})}.
Si una secuencia de polinomios, cuyas raíces son reales, converge en una vecindad del origen hasta un límite que no es idénticamente igual a cero, entonces este límite es una función completa. Estas funciones completas forman la clase Laguerre – Pólya, que también se puede caracterizar en términos del producto de Hadamard, es decir, f pertenece a esta clase si y solo si en la representación de Hadamard todo zn es real, p ≤ 1 y P(z) = a + bz + cz2, donde b y c son reales, y c ≤ 0. Por ejemplo, la secuencia de polinomios 
{\displaystyle \left(1-{\frac {(z-d)^{2}}{n}}\right)^{n}}
converge, a medida que n aumenta, a exp(−(z−d)2). Los polinomios 
{\displaystyle {\frac {1}{2}}\left(\left(1+{\frac {iz}{n}}\right)^{n}+\left(1-{\frac {iz}{n}}\right)^{n}\right)}
tiene todas las raíces reales, y converge a cos (z). Los polinomios
{\displaystyle \prod _{m=1}^{n}\left(1-{\frac {z^{2}}{\left(\left(m-{\frac {1}{2}}\right)\pi \right)^{2}}}\right)}
también converge a cos (z), que muestra la acumulación del producto Hadamard para el coseno.